# Supersonic (Oasis)
Supersonic is een nummer van de Britse band Oasis. Het was hun debuutsingle op 11 april 1994 en verscheen ook op hun eerste album Definitely Maybe uit augustus van datzelfde jaar.